# کوان سانگ وو
کوان سانگ وو (به انگلیسی: Kwon Sang-woo) (زادهٔ ۵ اوت ۱۹۷۶) بازیگر اهل کره جنوبی است. از فیلم‌ها یا مجموعه‌های تلویزیونی او می‌توان به بازی در زودیاک چینی و ملکه جاه‌طلب اشاره کرد.